# 松平往還
松平往還（まつだいらおうかん）とは、愛知県岡崎市にある岡崎城と同県豊田市の松平郷とを往来する街道である。

## 概要
松平往還の正確な経路は改修･破壊されており不明な箇所が多いが、滝から米河内までは大沼街道と重複している。中世には開かれており、松平氏発祥の地である松平郷と、家康生誕の地である岡崎城とを結ぶ重要な道筋であった。松平家が参勤交代の際に通り、また家康一行が先祖の墓参りに通ったので「殿さん街道」とも呼ばれていた。
米河内の八幡社の東に常夜灯があり、ここの枝道から分岐して北へ進み、仏ヶ峰峠の狭い山道でこの区間は未舗装あるいは舗装されていたが経年劣化により剥がれて砂利道のようになっている箇所が多い。かつて採石場だったため人の手が加えられた形跡が各所に見える。道路舗装はアスファルト区間とコンクリート区間がある。道幅は乗用車1台分程度で、行き違いが困難。この山道の入口と出口には馬頭観音が祀られている。岡崎国際射撃場の東側を通り、駒立に入って本光寺の横を通り、愛知県道339号長沢東蔵前線へ出て東に行き、マルタ園の看板の案内する方向に入っていき、渡通津に入る。林道渡通津線の手前にある地蔵堂で北西方向へ獣道のような未舗装路を通って日影に入り、郡界川に架かる広川橋を渡って豊田市滝脇町に入る。滝脇を越えると松平郷に至る。

## 通行上の注意
- 大部分が山間部を貫く街道であり、この地域はキジ･イノシシ･サル･シカなどに遭遇することがあるので注意。
- 米河内町から駒立町に抜ける山道の区間は自動車等での通行はとくに困難。

## 接続･合流する道
- 大沼街道（岡崎市、豊田市）
- 岡崎市林道寺杉線
- 岡崎市道奥殿大沼線
- 岡崎市林道渡通津線
- 岡崎市道奥殿花沢線
- 愛知県道338号花沢桑原線（岡崎市、豊田市）
- 豊田市道松平日影線
- 国道301号（挙母街道）（豊田市、岡崎市、新城市）

## 沿線・周辺
- 滝仁王門
- 滝山寺・滝山東照宮
- 岡崎国際射撃場跡
- 幸果園
- 本光寺
- 春日神社
- 専光寺
- 滝脇村石御堂（加茂一揆結集場所）
- 松平郷（松平城址･松平東照宮･高月院ほか）